# Степний Маяк
Степни́й Мая́к (рос. Степной Маяк) — селище у складі Новосергієвського району Оренбурзької області, Росія.

## Населення
Населення — 14 осіб (2010; 15 у 2002).
Національний склад (станом на 2002 рік):
- росіяни — 86 %